# Cratere David
David  è un cratere sulla superficie di Mercurio.